# CNPY2
CNPY2 (англ. Canopy FGF signaling regulator 2) – білок, який кодується однойменним геном, розташованим у людей на короткому плечі 12-ї хромосоми. Довжина поліпептидного ланцюга білка становить 182 амінокислот, а молекулярна маса — 20 652.
| 10         |  | 20         |  | 30         |  | 40         |  | 50         |
| ---------- |  | ---------- |  | ---------- |  | ---------- |  | ---------- |
| MKGWGWLALL |  | LGALLGTAWA |  | RRSQDLHCGA |  | CRALVDELEW |  | EIAQVDPKKT |
| IQMGSFRINP |  | DGSQSVVEVP |  | YARSEAHLTE |  | LLEEICDRMK |  | EYGEQIDPST |
| HRKNYVRVVG |  | RNGESSELDL |  | QGIRIDSDIS |  | GTLKFACESI |  | VEEYEDELIE |
| FFSREADNVK |  | DKLCSKRTDL |  | CDHALHISHD |  | EL         |  |            |

A: Аланін

C: Цистеїн

D: Аспарагінова кислота

E: Глутамінова кислота

F: Фенілаланін

G: Гліцин

H: Гістидин

I: Ізолейцин

K: Лізин

L: Лейцин

M: Метіонін

N: Аспарагін

P: Пролін

Q: Глутамін

R: Аргінін

S: Серин

T: Треонін

V: Валін

W: Триптофан

Кодований геном білок за функцією належить до фосфопротеїнів. 
Задіяний у такому біологічному процесі, як альтернативний сплайсинг. 
Локалізований у ендоплазматичному ретикулумі.